# Cratyna monumenta
Cratyna monumenta är en tvåvingeart som beskrevs av Hans-Georg Rudzinski 2009. Cratyna monumenta ingår i släktet Cratyna, och familjen sorgmyggor. Arten är reproducerande i Sverige.